# Kirchenkreis Merseburg
Der Evangelische Kirchenkreis Merseburg ist einer von 37 Kirchenkreisen der Evangelischen Kirche in Mitteldeutschland.  Der Kirchenkreis gehörte bis zu dessen Auflösung zum Propstsprengel Halle-Wittenberg; seit 2022 gehört er zum Bischofssprengel Magdeburg. Sitz der Superintendentur ist die Domstadt Merseburg.
Die rund 15.000 Gläubigen des Kirchenkreises gehören 105 Kirchgemeinden an.

## Geographie
Das Gebiet des Kirchenkreises liegt überwiegend im südlichen Sachsen-Anhalt, mit einigen Gebietsanteilen in Sachsen. Der Kirchenkreis umfasst die evangelischen Kirchengemeinden der Landkreise Merseburg-Querfurt und Weißenfels, die 2007 im Zuge der Kreisreform im Saalekreis bzw. im Burgenlandkreis aufgingen. Einige Gemeinden im Nordwesten des Kirchenkreises liegen im Landkreis Mansfeld-Südharz. Die Dorfkirche Zitzschen sowie die Kirchen der Gemeinden Altranstädt, Großlehna, Thronitz, Schkeitbar, Kitzen, Werben sowie Eisdorf gehören zum Landkreis Leipzig.
Das bedeutendste sakrale Gebäude im Kirchenkreis ist der Merseburger Dom. Lange unter katholischem Einfluss, wurde die Reformation erst nach dem Tod des einflussreichen altgläubigen Herzogs Georg von Sachsen 1539 in Merseburg eingeführt. Das Bistum wurde 1544 nach dem Tod des letzten Bischofs Sigismund von Lindenau verweltlicht.
Das Kirchenkreisarchiv befindet sich als einzige Einrichtung des Kirchenkreises außerhalb dessen Gebiets in der ehemaligen Bibliothek der Kirche St. Othmar in Naumburg.

## Geschichte
Als Preußen auf dem Wiener Kongress 1815 weite Teile Sachsens zugesprochen bekam, wurde aus diesem Neubesitz und anderen preußischen Gebieten die Provinz Sachsen geformt. Ihrem Territorium entsprach die neugegründete Kirchenprovinz Sachsen, zu der unter anderem die Kirchenkreise (nach damaligem Sprachgebrauch Diözesen) Merseburg, Querfurt und Weißenfels gehörten. Mit der Auflösung Preußens 1947 wurde die Kirchenprovinz als Evangelische Kirche der Kirchenprovinz Sachsen zu einer eigenständigen Landeskirche. Hier wurden die drei Kirchenkreise 1998 zum neuen Kirchenkreis Merseburg fusioniert. Bei der Vereinigung der Evangelische Kirche der Kirchenprovinz Sachsen mit der Evangelisch-lutherischen Kirche in Thüringen zur Evangelischen Kirche in Mitteldeutschland 2009 blieb das Gebiet des Kirchenkreises Merseburg erhalten.

## Aufgaben
Die Arbeit der haupt- und ehrenamtlichen Mitarbeiter des Kirchenkreises Merseburg umfasst neben der Seelsorge die Bereiche Kirchenmusik, Kinder und Familie, Jugendarbeit und Betreuung von Geflüchteten. Es besteht eine enge Zusammenarbeit mit der Evangelischen Johannes-Schule in Merseburg, die allerdings nicht dem Kirchenkreis untersteht, sondern sich in Trägerschaft der Evangelischen Schulstiftung in Mitteldeutschland befindet.

## Pfarrbereiche
Von den 105 Kirchengemeinden des Kirchenkreises sind 82 Gemeinden in 15 Kirchspielen und zwei Gemeindeverbänden organisiert. 23 Gemeinden sind selbstständig.
Zu dem Kirchenkreis Merseburg gehören fünf Pfarrbereiche:
- Geiseltal und Bad Lauchstädt
- Lützen und Bad Dürrenberg
- Merseburg
- Querfurt
- Weißenfels

## Kirchengebäude
Siehe Kategorie:Kirchengebäude des Evangelischen Kirchenkreises Merseburg